# 芒特華盛頓 (麻薩諸塞州)
芒特華盛頓（英語：Mount Washington）是一個位於美國麻薩諸塞州伯克夏縣的鎮。

## 人口
根據2020年美國人口普查的數據，芒特華盛頓的面積為57.90平方千米，當中陸地面積為57.50平方千米，而水域面積為0.40平方千米。當地共有人口160人，而人口密度為每平方千米3人。